# Deh Gel Kan
Deh Gel Kan (persiska: ده گل كن, ده گلكن) är en ort i Iran.   Den ligger i provinsen Hormozgan, i den sydöstra delen av landet, 1 100 km sydost om huvudstaden Teheran. Deh Gel Kan ligger 162 meter över havet och antalet invånare är 936.
Terrängen runt Deh Gel Kan är platt åt nordost, men åt sydväst är den kuperad. Runt Deh Gel Kan är det ganska glesbefolkat, med 25 invånare per kvadratkilometer. Deh Gel Kan är det största samhället i trakten. Omgivningarna runt Deh Gel Kan är i huvudsak ett öppet busklandskap.